# جرج نیل جنکینز
جرج نیل جنکینز (انگلیسی: George Neil Jenkins؛ ‏ ۲۳ اکتبر ۱۹۱۴ – ۱۴ اکتبر ۲۰۰۷) استاد فیزیولوژی دندان در دانشگاه نیوکاسل بود. بیشتر پژوهش‌های او متمرکز بر جلوگیری از پوسیدگی دندان بود که وی را به یک متخصص مشهور بین‌المللی در زمینه بهداشت دهان و دندان مبدل نمود.
او دانش‌آموخته بیوشیمی در دانشگاه کمبریج بود و پس از اخذ پی‌اچ‌دی خود در بیمارستان سنت بارتولومه لندن، به پزشکان آنجا فیزیولوژی درس می‌داد. او سپس به نیوکاسل رفت و در آنجا آمورش فیزیولوژی دهان و دندان را به دانشجویان دندانپزشکی آغاز نمود. او حتی پس از بازنشستگی در سال ۱۹۸۰، دست از تدریس و پژوهش برنداشت و استاد پروازی دانشگاه‌هایی در شیکاگو، تورنتو، مینیاپولیس، ادمونتون و ترینیداد بود.
در طول جنگ جهانی دوم، او درگیر مطالعاتی برای تعیین میزان گچی است که باید به نان‌ها در بریتانیا اضافه شود تا از کمبود کلسیم در جمعیت جلوگیری شود. جنکینز همچنین به مدت ۱۵ سال دستیار سردبیر مجله «بایگانی‌های زیست‌شناسی دهانی» بود. به منظور قدردانی از مشارکت‌های مهم جنکینز در زمینهٔ آموزش و پژوهش‌های دهانی-دندانی که تأثیر عمیقی در سراسر جهان داشته‌است، دانشگاه منیتوبا در سال ۱۹۸۳ به او مدرک افتخاری دکترای علوم داد. او با سازمان جهانی بهداشت همکاری مستمر داشت و در زمینه دفاع از محیط زیست هم فعال بود. به عنوان مثال، وی در سال ۱۹۷۲ در مورد تأثیرات زیست‌محیطی هواپیمای کنکورد پرسش‌های نگران کننده‌ای را مطرح کرد و یکی از اولین کسانی بود که تأثیر زیست‌محیطی پرواز را زیر سؤال برد.

## آثار منتشره
- فیزیولوژی و بیوشیمی دهان، نوشته جی. نیل جنکینز
- پیشگیری از پوسیدگی دندان (مجموعه‌ای از سخنرانی‌ها در سمینارها)، نوشته جی. نیل جنکینز
- نقش فلوراید در پیشگیری از پوسیدگی دندان (کتابچهٔ راهنمای دندانپزشکان)، ویرایش سوم، ۱۹۹۱، ویرایش شده توسط جی. نیل جنکینز، اندرو جی. راگ-گان و جی.جی. ماری.
- «انسان‌گرایی مدرن» نوشته آلفرد هوبرن و نیل جنکینز. نخستین بار در سال ۱۹۸۹ توسط انتشارات «دین بوکس» منتشر شد و سپس توسط ان‌ئی‌اچ به‌روزرسانی و تجدید چاپ شد.